# Anja Nobus
Anja Nobus, née le 9 avril 1974 à Bruges, est une coureuse cycliste belge. Active sur route et en cyclo-cross dans les années 2000 et 2010, elle a été championne de Belgique sur route en 2003 et de cyclo-cross en 2002 et 2004.

## Palmarès en cyclo-cross
- 2000-2001
  - 2e du championnat de Belgique de cyclo-cross
- 2001-2002
  -  Championne de Belgique de cyclo-cross
  - Cyclo-cross d'Asper-Gavere
  - 6e du championnat du monde de cyclo-cross
- 2002-2003
  - Krawatencross
  - Cyclo-cross d'Asper-Gavere
  - 2e du championnat de Belgique de cyclo-cross
  - 3e de la Coupe du monde
- 2003-2004
  -  Championne de Belgique de cyclo-cross
  - Cyclo-cross d'Asper-Gavere
- 2004-2005
  - Krawatencross
  - 2e du championnat de Belgique de cyclo-cross
  - 8e du championnat du monde de cyclo-cross
- 2005-2006
  - 3e du championnat de Belgique de cyclo-cross
- 2009-2010
  - 2e du championnat du monde de cyclo-cross masters (30-39 ans)

## Palmarès sur route
- 2002
  - 2e du Grand Prix international de Dottignies
- 2003
  -  Championne de Belgique sur route